# Rebecca Schull
Rebecca Anna Wattenberg (New York, 22 februari 1929) is een Amerikaanse actrice.

## Biografie
Wattenberg werd geboren in New York in een gezin van twee kinderen. Zij heeft haar bachelor of arts gehaald aan de New York-universiteit in New York. Het acteren heeft zij geleerd in Amerika en Dublin. 
Wattenberg was gehuwd met Gene Schull en heeft uit dit huwelijk drie kinderen ; sinds 13 september 2008 is ze weduwe.

## Filmografie

### Films
- 2022 Meet Cute - als Gertrude
- 2019 The Last - als Claire
- 2013 Molly's Theory of Relativity – als Sylvie
- 2010 Twelve Thirty – als Katherine
- 2006 Little Children – als Laurel
- 2006 United 93 – als Patricia Chushing
- 2006 Flannel Pajamas – als Elizabeth
- 2002 Analyze That – als moeder van Ben
- 1999 Analyze This – als Dorothy Sobel
- 1998 The Odd Couple II – als Wanda
- 1997 Holiday in Your Heart – als oma Teeden
- 1997 That Darn Cat – als Ma
- 1994 Mortal Fear – als dr. Danforth
- 1993 My Life – als Rose Ivanovich
- 1991 Guilty Until Proven Innocent – als Beverly Rosen
- 1989 Crimes and Misdemeanors – als moeder van Chris
- 1986 Trapped in Silence – als Marlys Mengies
- 1985 Stone Pillow – als mrs. Nelson
- 1982 The Soldier – als Israëlische secretaresse van landbouw
- 1980 A Private Battle – als Anne Bardenhagen

### Televisieseries
Uitgezonderd eenmalige gastrollen.
- 2016 Crisis in Six Scenes - als Rose - 3 afl.
- 2011-2015 Suits – als Edith Ross – 9 afl.
- 2014-2015 Chasing Life - als oma Emma - 22 afl.
- 1990-1997 Wings – als Fay Evelyn Schlob Dumbly DeVay Cochran – 172 afl.
- 1982-1983 One Life to Live – als Twyla Ralston - ? afl.

## Theaterwerk opBroadway
- 2001-2002 45 Seconds From Broadway – als Zelda
- 1977-1978 Golda – als D.P. Clara
- 1976 Herzl – als verpleegster

- Gemeinsame Normdatei: 1023234971
- International Standard Name Identifier: 0000 0003 7121 2265
- Library of Congress Control Number: no2014128830
- Virtual International Authority File: 250719413
- WorldCat: E39PBJpjgrbDGtcFM3YVMjqRKd